# Moritasgus
Moritasgus ist der Name eines keltischen Heilgottes, der nach der Interpretatio Romana mit Apollon gleichgesetzt wurde.

## Fundort und Etymologie
Der Name Moritasgus ist auf drei Weiheinschriften aus Alesia (römische Provinz Lugdunensis, heute Alise-Sainte-Reine) zu finden, in denen er zusammen mit Apollon genannt ist. Die dritte Inschrift nennt außerdem die Göttin Damona als seine Gefährtin. Im Heiligtum wurden zahlreiche Votivgaben für Moritasgus aufgefunden.
Archäologisch hatte bereits Émile Espérandieu in den Jahren 1909/1910 das Heiligtum erforscht.
Moritasgus war auch der Name eines von Caesar abgesetzten Senonen-Häuptlings. Moritasgus wird mit „Großer Dachs“ übersetzt – da der Europäische Dachs ein Sekret produziert, das von den Druiden als Heilmittel verwendet wurde, kann hier ein Zusammenhang zum Heilgott angenommen werden. Bei Birkhan wird außerdem eine Übersetzung mit mori- („Meer“) und tadg („Dichter“) oder taskos („Nagel“, „Pflock“) mit aller Skepsis wegen des fraglichen Sinnes genannt.